# Сипуха мадагаскарська
Сипуха мадагаскарська (Tyto soumagnei) — вид совоподібних птахів родини сипухових (Tytonidae).

## Поширення
Ендемік Мадагаскару. Поширений у тропічних гірських дощових лісах на сході країни. Трапляється зрідка у сухих листяних лісах.

## Опис
Невелика сипуха, завдовжки до 28 см. Розмах крил 19-22 см, вага 320—430 г. Оперення помаранчево-вохристе з чорними плямами. Лицьовий диск білого кольору з темними краями та ділянками навколо очей.

## Спосіб життя
Активна вночі. Полює на дрібних ссавців, земноводних, плазунів та великих комах. Сезон розмноження починається у червні з настанням дощового періоду. Гніздиться у порожнинах дерев. У кладці два яйця. Пташенята залишаються поблизу гнізда близько 4 місяців.